# Mali Podljuben
Mali Podljuben este o localitate din comuna Novo mesto, Slovenia, cu o populație de 35 de locuitori.